# Svájc az Eurovíziós Dalfesztiválokon
Svájc eddig hatvanöt alkalommal vett részt az Eurovíziós Dalfesztiválon.
A svájci műsorsugárzó a SRG SSR, amely 1950-ben alapító tagja volt az Európai Műsorsugárzók Uniójának, és 1956-ban csatlakozott a versenyhez.
Svájc eddig három alkalommal, 1956-ban, 1988-ban, és 2024-ben aratott győzelmet.

## Története

### Évről évre
Svájc egyike annak a hét országnak, melyek részt vettek a legelső, 1956-os Eurovíziós Dalfesztiválon. Az első versenynek ők voltak a házigazdái, és azt meg is nyerték, így Svájc lett az első ország, amely a debütálása évében meg is nyerte a versenyt (51 évvel később, 2007-ben még egy ország, Szerbia is az első részvétele évében lett győztes). A következő néhány évben többször közel álltak hozzá, de nem tudtak újra győzni.
Az 1974-es utolsó hely után sikeres évek következtek: 1975 és 1982 között minden alkalommal az első tízben zártak, de nyerniük ekkor sem sikerült. Végül 1988-ban érték el második győzelmüket, amikor az akkor még ismeretlen Céline Dion a verseny történetének egyik legizgalmasabb szavazása végén tudott nyerni.
Mivel Svájc a székhelye a versenyt szervező EBU-nak, azon kevés országok egyike, melyek sosem léptek vissza önszántukból. Azonban az 1993 és 2003 között érvényben lévő kieséses rendszer értelmében 1995-ben, 1999-ben, 2001-ben és 2003-ban sem vehettek részt az előző év rossz eredménye miatt. Az 1995-ös verseny volt a legelső, melyet Svájc nélkül rendeztek meg.
A 2004-ben bevezetett elődöntőben első alkalommal nulla ponttal zártak, annak ellenére, hogy több, mint harminc ország szavazott. 2005-ben sikerült a döntőbe jutniuk, és az első tízben végezniük, így a következő évben automatikusan döntősök voltak, ott azonban nem tudták megismételni a jó szereplést. Azóta szinte mindig kiestek az elődöntőben, sőt 2010-ben mindössze két ponttal az utolsó helyen zártak. A következő évben bár sikerült továbbjutniuk az elődöntőből, a döntőben ismét utolsóként zártak. 2012-ben és 2013-ban ismét kiestek az elődöntőben. 2014-ben azonban sikerült továbbjutniuk, és a döntőben 13.-ok lettek. 2015-ben és 2016-ban is az elődöntő utolsó helyén végeztek. 2017-ben és 2018-ban sem sikerült kivívniuk a továbbjutást, viszont 2019-ben egészen a negyedik helyig jutottak a döntőben.

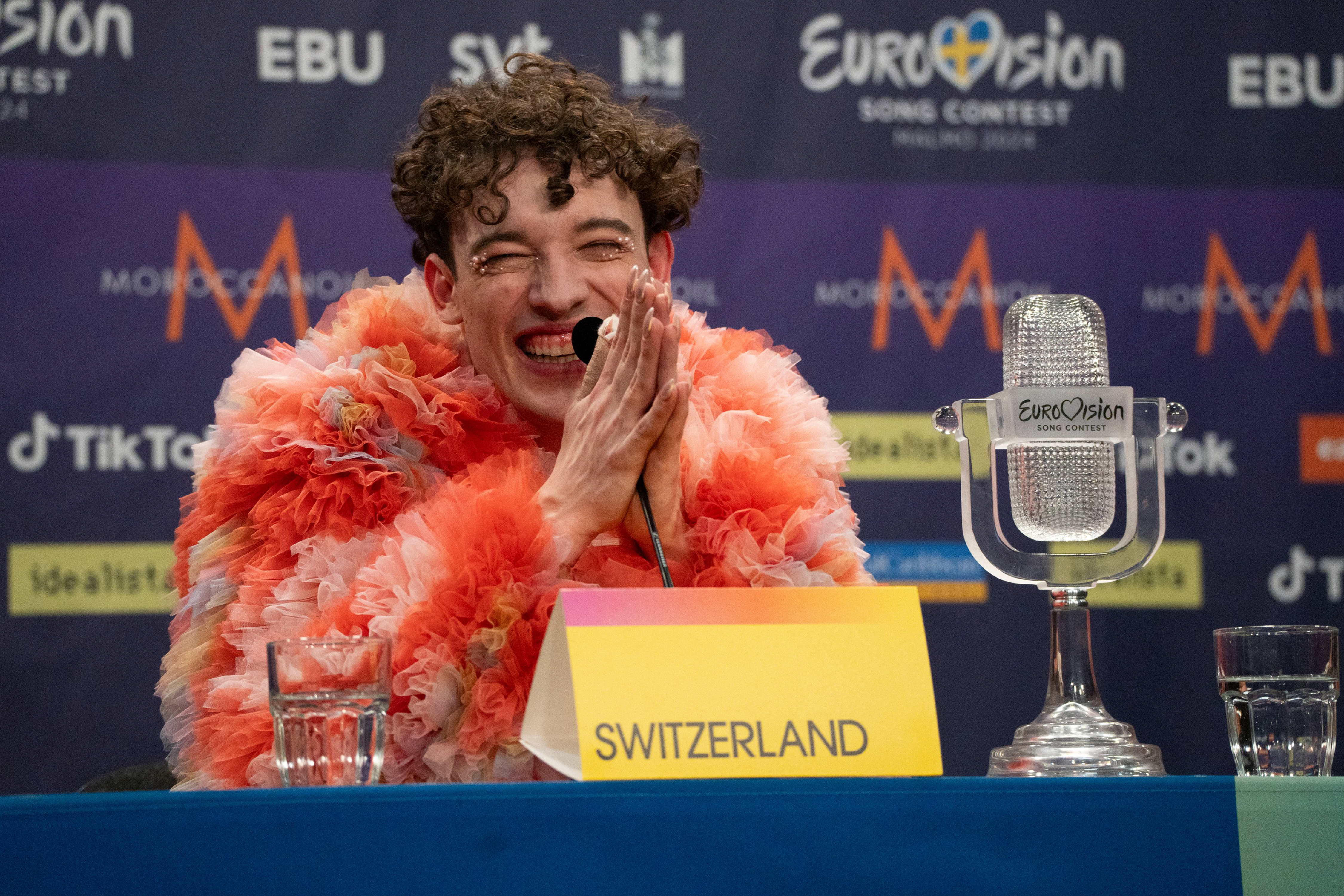
Nemo, a 2024-es dalfesztivál győztese a döntő utáni sajtótájékoztatón

2020-ban Gjon’s Tears képviselte volna az országot, azonban március 18-án az Európai Műsorsugárzók Uniója bejelentette, hogy 2020-ban nem tudják megrendezni a versenyt a COVID–19-koronavírus-világjárvány miatt. A svájci műsorsugárzó jóvoltából végül az énekes újabb lehetőséget kapott az ország képviseletére a következő évben. 2021-ben az elődöntő megnyerése után a döntőben túlszárnyalták a 2019-es eredményüket. Ezúttal harmadikként végeztek, ami 1993 óta a legjobb eredményüknek számít. 2022-ben annak ellenére, hogy ismét továbbjutottak a döntőbe, nem sikerült megtartani a jó eredményeket, tizenhetedikek lettek, majd a következő évben még rosszabb eredményt értek el, huszadikak lettek. 2024-ben 36 év várakozás után Nemonak köszönhetően az ország megszerezte harmadik győzelmét. Versenydaluk, a The Code  591 pontot gyűjtött össze (365-öt a szakmai zsűritől, 226-ot a nézői szavazáson). Ezzel az ország a 2025-ös Eurovíziós Dalfesztivál rendezési jogát is elnyerte. Ez volt az első alkalom, hogy nembináris személy nyerte a dalfesztivált. A 2025-ös bázeli Eurovízión Zoë Më versenyzett, aki a zsűri szavazáson második helyen végzett, azonban a nézői szavazáson holtversenyben nulla ponttal utolsó lett az Egyesült Királysággal. Összességében tizedik helyezett lett az ország.

### Nyelvhasználat
Svájc eddigi hatvanöt versenydalából huszonhat francia nyelven, tizenkettő német nyelven, kilenc olasz nyelven, tizenhét angol nyelven, egy pedig, a hazai rendezésű 1989-es versenyre nevezett daluk romans nyelven hangzott el.
A dalverseny első éveiben nem vonatkozott semmilyen szabályozás a nyelvhasználatra. 1966-tól az EBU bevezette azt a szabályt, hogy mindegyik dalt az adott ország egyik hivatalos nyelvén kell előadni, vagyis Svájc indulóinak francia, német, olasz, vagy romans nyelven. Ezt a szabályt 1973 és 1976 között rövid időre eltörölték – ekkor egyszer angol nyelvű dallal neveztek –, majd 1999-ben véglegesen. Azóta főleg angol nyelvű dalokkal neveztek.
Mivel Svájcnak négy hivatalos nyelve van, némi előnyük volt a többi országgal szemben, amikor érvényben volt a nyelvhasználatot korlátozó szabály. Figyelemre méltó Peter, Sue & Marc, akik négyszer képviselték Svájcot, mindig különböző nyelven: sorban francia, angol, német és olasz nyelven.

### Nemzeti döntő
Svájc nemzeti döntője a Die Grosse Entscheidungsshow nevet viselte, amely 2011-től 2018-ig volt az ország dalválasztó műsora. 2019-től Svájc belső kiválasztással dönt előadójukról.
2004-ig azonos lebonyolítású nemzeti döntőt tartottak: a döntőben kilenc-tíz dal vett részt, melyek különböző nyelvűek voltak, és közülük három regionális zsűri választotta ki a nyertest. 1998-tól a nézők is részt vettek a döntésben, telefonos szavazás segítségével. 2011-ben hat év után először rendeztek nemzeti döntőt: tizenkét induló közül a nézők választották ki a nyertest. A következő évben hasonló keretek között döntöttek az induló kilétéről, csak a döntő mezőnyét növelték tizennégyre.

## Résztvevők
| Év   | Előadó                                | Dal                                | Magyar fordítás                  | Döntő                   | Pontszám                | Elődöntő             | Pontszám             |
| ---- | ------------------------------------- | ---------------------------------- | -------------------------------- | ----------------------- | ----------------------- | -------------------- | -------------------- |
| 1956 | Lys Assia                             | Das alte Karussell                 | Az öreg körhinta                 | Nincs adat              | Nincs adat              | Nem volt elődöntő    | Nem volt elődöntő    |
| 1956 | Lys Assia                             | Refrain                            | Refrén                           | 1.                      | Nincs adat              | Nem volt elődöntő    | Nem volt elődöntő    |
| 1957 | Lys Assia                             | L’enfant que j’étais               | A gyermek, aki voltam            | 8.                      | 5                       | Nem volt elődöntő    | Nem volt elődöntő    |
| 1958 | Lys Assia                             | Giorgio                            | György                           | 2.                      | 24                      | Nem volt elődöntő    | Nem volt elődöntő    |
| 1959 | Christa Williams                      | Irgendwoher                        | Valahonnan                       | 4.                      | 14                      | Nem volt elődöntő    | Nem volt elődöntő    |
| 1960 | Anita Traversi                        | Cielo e terra                      | Ég és föld                       | 8.                      | 5                       | Nem volt elődöntő    | Nem volt elődöntő    |
| 1961 | Franca Di Rienzo                      | Nous aurons demain                 | Holnap a miénk lesz              | 3.                      | 16                      | Nem volt elődöntő    | Nem volt elődöntő    |
| 1962 | Jean Philippe                         | Le retour                          | A visszatérés                    | 10.                     | 2                       | Nem volt elődöntő    | Nem volt elődöntő    |
| 1963 | Esther Ofarim                         | T’en vas pas                       | Ne menj el                       | 2.                      | 40                      | Nem volt elődöntő    | Nem volt elődöntő    |
| 1964 | Anita Traversi                        | I miei pensieri                    | A gondolataim                    | 13.                     | 0                       | Nem volt elődöntő    | Nem volt elődöntő    |
| 1965 | Yovanna                               | Non, à jamais sans toi             | Nem, örökké nélküled             | 8.                      | 8                       | Nem volt elődöntő    | Nem volt elődöntő    |
| 1966 | Madeleine Pascal                      | Ne vois-tu pas?                    | Nem látod?                       | 6.                      | 12                      | Nem volt elődöntő    | Nem volt elődöntő    |
| 1967 | Géraldine Gaulier                     | Quel cœur vas-tu briser?           | Kinek a szívét fogod összetörni? | 17.                     | 0                       | Nem volt elődöntő    | Nem volt elődöntő    |
| 1968 | Gianni Mascolo                        | Guardando il sole                  | A napba nézve                    | 13.                     | 2                       | Nem volt elődöntő    | Nem volt elődöntő    |
| 1969 | Paola del Medico                      | Bonjour, Bonjour                   | Jó napot, jó napot               | 5.                      | 13                      | Nem volt elődöntő    | Nem volt elődöntő    |
| 1970 | Henri Dès                             | Retour                             | Visszatérés                      | 4.                      | 8                       | Nem volt elődöntő    | Nem volt elődöntő    |
| 1971 | Peter, Sue & Marc                     | Les illusion de nos vingt ans      | Húszas éveink tévhitei           | 12.                     | 78                      | Nem volt elődöntő    | Nem volt elődöntő    |
| 1972 | Véronique Müller                      | C’est la chanson de mon amour      | Ez a szerelmem dala              | 8.                      | 88                      | Nem volt elődöntő    | Nem volt elődöntő    |
| 1973 | Patrick Juvet                         | Je vais me marier, Marie           | Megházasodom, Mária              | 12.                     | 79                      | Nem volt elődöntő    | Nem volt elődöntő    |
| 1974 | Piera Martell                         | Mein Ruf nach Dir                  | Téged hívlak                     | 14.                     | 3                       | Nem volt elődöntő    | Nem volt elődöntő    |
| 1975 | Simone Drexel                         | Mikado                             | Mikádó                           | 6.                      | 77                      | Nem volt elődöntő    | Nem volt elődöntő    |
| 1976 | Peter, Sue & Marc                     | Djambo, Djambo                     | —                                | 4.                      | 91                      | Nem volt elődöntő    | Nem volt elődöntő    |
| 1977 | Pepe Lienhard Band                    | Swiss Lady                         | Svájci hölgy                     | 6.                      | 71                      | Nem volt elődöntő    | Nem volt elődöntő    |
| 1978 | Carole Vinci                          | Vivre                              | Élni                             | 9.                      | 65                      | Nem volt elődöntő    | Nem volt elődöntő    |
| 1979 | Peter, Sue, Marc, Pfuri Gorps & Kniri | Trödler & Co                       | Zsibárusok és társaik            | 10.                     | 60                      | Nem volt elődöntő    | Nem volt elődöntő    |
| 1980 | Paola                                 | Cinéma                             | Mozi                             | 4.                      | 104                     | Nem volt elődöntő    | Nem volt elődöntő    |
| 1981 | Peter, Sue & Marc                     | Io senza te                        | Nélküled                         | 4.                      | 121                     | Nem volt elődöntő    | Nem volt elődöntő    |
| 1982 | Arlette Zola                          | Amour on t’aime                    | Szeretünk, szerelem              | 3.                      | 97                      | Nem volt elődöntő    | Nem volt elődöntő    |
| 1983 | Mariella Farré                        | Io così non ci sto                 | Nem tetszik nekem ez így         | 15.                     | 28                      | Nem volt elődöntő    | Nem volt elődöntő    |
| 1984 | Rainy Day                             | Welche Farbe hat der Sonnenschein? | Milyen színű a napfény?          | 16.                     | 30                      | Nem volt elődöntő    | Nem volt elődöntő    |
| 1985 | Mariella Farré és Pino Gasparini      | Piano, piano                       | Lassan, lassan                   | 12.                     | 39                      | Nem volt elődöntő    | Nem volt elődöntő    |
| 1986 | Daniela Simons                        | Pas pour moi                       | Nem nekem                        | 2.                      | 140                     | Nem volt elődöntő    | Nem volt elődöntő    |
| 1987 | Carol Rich                            | Moitié, moitié                     | Fele-fele                        | 17.                     | 26                      | Nem volt elődöntő    | Nem volt elődöntő    |
| 1988 | Céline Dion                           | Ne partez pas sans moi             | Ne menj el nélkülem              | 1.                      | 137                     | Nem volt elődöntő    | Nem volt elődöntő    |
| 1989 | Furbaz                                | Viver senza tei                    | Nélküled élni                    | 13.                     | 47                      | Nem volt elődöntő    | Nem volt elődöntő    |
| 1990 | Egon Egemann                          | Musik klingt in die Welt hinaus    | Zene szól az egész világon       | 11.                     | 51                      | Nem volt elődöntő    | Nem volt elődöntő    |
| 1991 | Sandra Simó                           | Canzone per te                     | Egy dal Neked                    | 5.                      | 118                     | Nem volt elődöntő    | Nem volt elődöntő    |
| 1992 | Daisy Auvray                          | Mister Music Man                   | Zenész úr                        | 15.                     | 32                      | Nem volt elődöntő    | Nem volt elődöntő    |
| 1993 | Annie Cotton                          | Moi, tout simplement               | Egyszerűen én                    | 3.                      | 148                     | Nem volt elődöntő    | Nem volt elődöntő    |
| 1994 | Duilio                                | Sto pregando                       | Imádkozom                        | 19.                     | 15                      | Nem volt elődöntő    | Nem volt elődöntő    |
|      |                                       |                                    |                                  |                         |                         | Nem volt elődöntő    | Nem volt elődöntő    |
| 1996 | Kathy Leander                         | Mon cœur l’aime                    | A szívem szereti őt              | 16.                     | 22                      | Nem volt elődöntő    | Nem volt elődöntő    |
| 1997 | Barbara Berta                         | Dentro di me                       | Bennem                           | 22.                     | 5                       | Nem volt elődöntő    | Nem volt elődöntő    |
| 1998 | Gunvor                                | Lass ihn                           | Hagyd őt                         | 25.                     | 0                       | Nem volt elődöntő    | Nem volt elődöntő    |
|      |                                       |                                    |                                  |                         |                         | Nem volt elődöntő    | Nem volt elődöntő    |
| 2000 | Jane Bogaert                          | La vita cos’è?                     | Mi az élet?                      | 20.                     | 14                      | Nem volt elődöntő    | Nem volt elődöntő    |
|      |                                       |                                    |                                  |                         |                         | Nem volt elődöntő    | Nem volt elődöntő    |
| 2002 | Francine Jordi                        | Dans le jardin de mon âme          | Lelkem kertjében                 | 22.                     | 15                      | Nem volt elődöntő    | Nem volt elődöntő    |
|      |                                       |                                    |                                  |                         |                         | Nem volt elődöntő    | Nem volt elődöntő    |
| 2004 | Piero & The Musicstars                | Celebrate!                         | Ünnepeljünk                      | Nem jutott be a döntőbe | Nem jutott be a döntőbe | 22.                  | 0                    |
| 2005 | Vanilla Ninja                         | Cool Vibes                         | Hűs rezgések                     | 8.                      | 128                     | 8.                   | 114                  |
| 2006 | Six4One                               | If We All Give a Little            | Ha mind adunk egy kicsit         | 16.                     | 30                      | Automatikusan döntős | Automatikusan döntős |
| 2007 | DJ Bobo                               | Vampires Are Alive                 | A vámpírok élnek                 | Nem jutott be a döntőbe | Nem jutott be a döntőbe | 20.                  | 40                   |
| 2008 | Paolo Meneguzzi                       | Era stupendo                       | Csodálatos volt                  | Nem jutott be a döntőbe | Nem jutott be a döntőbe | 13.                  | 47                   |
| 2009 | Lovebugs                              | The Highest Heights                | A legmagasabb magasságok         | Nem jutott be a döntőbe | Nem jutott be a döntőbe | 14.                  | 15                   |
| 2010 | Michael von der Heide                 | Il pleut de l’or                   | Aranyeső                         | Nem jutott be a döntőbe | Nem jutott be a döntőbe | 17.                  | 2                    |
| 2011 | Anna Rossinelli                       | In Love for a While                | Egy ideig szerelmesen            | 25.                     | 19                      | 10.                  | 55                   |
| 2012 | Sinplus                               | Unbreakable                        | Összetörhetetlen                 | Nem jutott be a döntőbe | Nem jutott be a döntőbe | 11.                  | 45                   |
| 2013 | Takasa                                | You and Me                         | Te és én                         | Nem jutott be a döntőbe | Nem jutott be a döntőbe | 13.                  | 41                   |
| 2014 | Sebalter                              | Hunter of Stars                    | Csillagvadász                    | 13.                     | 64                      | 4.                   | 92                   |
| 2015 | Mélanie René                          | Time to Shine                      | A ragyogás ideje                 | Nem jutott be a döntőbe | Nem jutott be a döntőbe | 17.                  | 4                    |
| 2016 | Rykka                                 | The Last of Our Kind               | Az utolsó a fajtánkból           | Nem jutott be a döntőbe | Nem jutott be a döntőbe | 18.                  | 28                   |
| 2017 | Timebelle                             | Apollo                             | Apolló                           | Nem jutott be a döntőbe | Nem jutott be a döntőbe | 12.                  | 97                   |
| 2018 | ZiBBZ                                 | Stones                             | Kövek                            | Nem jutott be a döntőbe | Nem jutott be a döntőbe | 13.                  | 86                   |
| 2019 | Luca Hänni                            | She Got Me                         | Elkapott                         | 4.                      | 364                     | 4.                   | 232                  |
| 2020 | Gjon’s Tears                          | Répondez-moi                       | Válaszoljatok!                   | Elmaradt a verseny      | Elmaradt a verseny      | Elmaradt a verseny   | Elmaradt a verseny   |
| 2021 | Gjon’s Tears                          | Tout l’univers                     | Az egész univerzum               | 3.                      | 432                     | 1.                   | 291                  |
| 2022 | Marius Bear                           | Boys Do Cry                        | A fiúk igenis sírnak             | 17.                     | 78                      | 9.                   | 118                  |
| 2023 | Remo Forrer                           | Watergun                           | Vízipisztoly                     | 20.                     | 92                      | 7.                   | 97                   |
| 2024 | Nemo                                  | The Code                           | A kód                            | 1.                      | 591                     | 4.                   | 132                  |
| 2025 | Zoë Më                                | Voyage                             | Utazás                           | 10.                     | 214                     | Automatikusan döntős | Automatikusan döntős |
| 2026 |                                       |                                    |                                  |                         |                         |                      |                      |

## Szavazástörténet

### 1975–2025
| Hely | Ország              | Pont |
| ---- | ------------------- | ---- |
| 1.   | Norvégia            | 107  |
| 2.   | Hollandia           | 101  |
| 3.   | Dánia               | 100  |
| 4.   | Izland              | 81   |
| 5.   | Finnország          | 75   |
| 6.   | Portugália          | 65   |
| 7.   | Izrael              | 64   |
| 8.   | Ukrajna             | 64   |
| 9.   | Oroszország         | 58   |
| 10.  | Bosznia-Hercegovina | 53   |

| Hely | Ország      | Pont |
| ---- | ----------- | ---- |
| 1.   | Norvégia    | 129  |
| 2.   | Dánia       | 115  |
| 3.   | Málta       | 115  |
| 4.   | Hollandia   | 114  |
| 5.   | Lettország  | 87   |
| 6.   | Németország | 78   |
| 7.   | Portugália  | 77   |
| 8.   | Izland      | 74   |
| 9.   | Szlovénia   | 73   |
| 10.  | Belgium     | 67   |

Svájc még sosem adott pontot az elődöntőben Monaconak
Svájc mindegyik országtól kapott legalább egy pontot az elődöntőkben.
| Hely | Ország             | Pont |
| ---- | ------------------ | ---- |
| 1.   | Olaszország        | 275  |
| 2.   | Franciaország      | 228  |
| 3.   | Egyesült Királyság | 225  |
| 4.   | Svédország         | 207  |
| 5.   | Németország        | 196  |
| 6.   | Írország           | 192  |
| 7.   | Spanyolország      | 192  |
| 8.   | Izrael             | 173  |
| 9.   | Portugália         | 170  |
| 10.  | Hollandia          | 155  |

| Hely | Ország             | Pont |
| ---- | ------------------ | ---- |
| 1.   | Hollandia          | 203  |
| 2.   | Egyesült Királyság | 194  |
| 3.   | Ausztria           | 188  |
| 4.   | Finnország         | 176  |
| 5.   | Belgium            | 169  |
| 6.   | Németország        | 160  |
| 7.   | Norvégia           | 159  |
| 8.   | Írország           | 152  |
| 9.   | Dánia              | 149  |
| 10.  | Portugália         | 147  |

Svájc még sosem adott pontot a döntőben a következő országoknak: Csehország, Fehéroroszország, Marokkó, Montenegró, San Marino és Szlovákia.
Svájc mindegyik országtól kapott legalább egy pontot a döntőkben.

## Rendezések
| Év   | Város    | Helyszín           | Műsorvezető(k)                                  | Résztvevők                  |
| ---- | -------- | ------------------ | ----------------------------------------------- | --------------------------- |
| 1956 | Lugano   | Teatro Kursaal     | Lohengrin Filipello                             | 7 ország, 12 előadó, 14 dal |
| 1989 | Lausanne | Palais de Beaulieu | Jacques Deschenaux, Lolita Morena               | 22                          |
| 2025 | Bázel    | St. Jakobshalle    | Michelle Hunziker, Hazel Brugger, Sandra Studer | 37                          |

## Háttér
| Év   | Rendező           | Német kommentátor                              | Francia kommentátor                                                                   | Olasz kommentátor | Pontbejelentő                   |
| ---- | ----------------- | ---------------------------------------------- | ------------------------------------------------------------------------------------- | --- | ------------------------------- |
| 1956 | Lugano            | Nem volt közvetítés                            | Robert Burnier                                                                        | Nem volt közvetítés                                                                                                   | N/A                             |
| 1957 | Frankfurt am Main | Nem volt közvetítés                            | kommentár az RTF-en keresztül                                                         | Nem volt közvetítés                                                                                                   | Mäni Weber                      |
| 1958 | Hilversum         | Theodor Haller                                 | kommentár az RTF-en keresztül                                                         | Nem volt közvetítés                                                                                                   | Mäni Weber                      |
| 1959 | Cannes            | Theodor Haller                                 | kommentár az RTF-en keresztül                                                         | Nem volt közvetítés                                                                                                   | Boris Acquadro                  |
| 1960 | London            | Theodor Haller                                 | kommentár az RTF-en keresztül                                                         | Nem volt közvetítés                                                                                                   | Boris Acquadro                  |
| 1961 | Cannes            | Theodor Haller                                 | kommentár az RTF-en keresztül                                                         | Nem volt közvetítés                                                                                                   | Boris Acquadro                  |
| 1962 | Luxembourg        | Theodor Haller                                 | kommentár az RTF-en keresztül                                                         | kommentár az Rai-n keresztül                                                                                          | Alexandre Burger                |
| 1963 | London            | Theodor Haller                                 | Georges Hardy                                                                         | kommentár az Rai-n keresztül                                                                                          | Alexandre Burger                |
| 1964 | Koppenhága        | Theodor Haller                                 | Robert Burnier                                                                        | kommentár az Rai-n keresztül                                                                                          | Alexandre Burger                |
| 1965 | Nápoly            | Theodor Haller                                 | Jean Charles                                                                          | kommentár az Rai-n keresztül                                                                                          | Alexandre Burger                |
| 1966 | Luxembourg        | Theodor Haller                                 | Georges Hardy                                                                         | Giovanni Bertini | Alexandre Burger                |
| 1967 | Bécs              | Theodor Haller                                 | Robert Burnier                                                                        | Giovanni Bertini | Alexandre Burger                |
| 1968 | London            | Theodor Haller                                 | Giovanni Bertini                                                                      | Giovanni Bertini | Alexandre Burger                |
| 1969 | Madrid            | Theodor Haller                                 | Giovanni Bertini                                                                      | Giovanni Bertini | Alexandre Burger                |
| 1970 | Amszterdam        | Theodor Haller                                 | Giovanni Bertini                                                                      | Giovanni Bertini | Alexandre Burger                |
| 1971 | Dublin            | Theodor Haller                                 | Giovanni Bertini                                                                      | Giovanni Bertini | N/A                             |
| 1972 | Edinburgh         | Theodor Haller                                 | Giovanni Bertini                                                                      | Giovanni Bertini | N/A                             |
| 1973 | Luxembourg        | Theodor Haller                                 | Giovanni Bertini                                                                      | Giovanni Bertini | N/A                             |
| 1974 | Brighton          | Theodor Haller                                 | Giovanni Bertini                                                                      | Giovanni Bertini | Michel Stocker                  |
| 1975 | Stockholm         | Theodor Haller                                 | Giovanni Bertini                                                                      | Giovanni Bertini | Michel Stocker                  |
| 1976 | Hága              | Theodor Haller                                 | Giovanni Bertini                                                                      | Giovanni Bertini | Michel Stocker                  |
| 1977 | London            | Theodor Haller                                 | Giovanni Bertini                                                                      | Giovanni Bertini | Michel Stocker                  |
| 1978 | Párizs            | Theodor Haller                                 | Giovanni Bertini                                                                      | Giovanni Bertini | Michel Stocker                  |
| 1979 | Jeruzsálem        | Theodor Haller                                 | Giovanni Bertini                                                                      | Giovanni Bertini | Michel Stocker                  |
| 1980 | Hága              | Theodor Haller                                 | Giovanni Bertini                                                                      | Giovanni Bertini | Michel Stocker                  |
| 1981 | Dublin            | Theodor Haller                                 | Giovanni Bertini                                                                      | Giovanni Bertini | Michel Stocker                  |
| 1982 | Harrogate         | Theodor Haller                                 | Giovanni Bertini                                                                      | Giovanni Bertini | Michel Stocker                  |
| 1983 | München           | Theodor Haller                                 | Giovanni Bertini                                                                      | Giovanni Bertini | Michel Stocker                  |
| 1984 | Luxembourg        | Bernard Thurnheer                              | Serge Moisson                                                                         | Ezio Guidi | Michel Stocker                  |
| 1985 | Göteborg          | Bernard Thurnheer                              | Serge Moisson                                                                         | Ezio Guidi | Michel Stocker                  |
| 1986 | Bergen            | Bernard Thurnheer                              | Serge Moisson                                                                         | Ezio Guidi | Michel Stocker                  |
| 1987 | Brüsszel          | Bernard Thurnheer                              | Serge Moisson                                                                         | Ezio Guidi | Michel Stocker                  |
| 1988 | Dublin            | Bernard Thurnheer                              | Serge Moisson                                                                         | Ezio Guidi | Michel Stocker                  |
| 1989 | Lausanne          | Bernard Thurnheer                              | Thierry Masselot                                                                      | Ezio Guidi | Michel Stocker                  |
| 1990 | Zágráb            | Bernard Thurnheer                              | Thierry Masselot                                                                      | Emanuela Gaggini | Michel Stocker                  |
| 1991 | Róma              | Bernard Thurnheer                              | Lolita Morena                                                                         | Emanuela Gaggini | Michel Stocker                  |
| 1992 | Malmö             | Mariano Tschuor                                | Ivan Frésard                                                                          | Emanuela Gaggini | Michel Stocker                  |
| 1993 | Millstreet        | Bernard Thurnheer                              | Jean-Marc Richard                                                                     | Emanuela Gaggini | Michel Stocker                  |
| 1994 | Dublin            | Bernard Thurnheer                              | Jean-Marc Richard                                                                     | Wilma Gilardi | Sandra Studer                   |
| 1995 | Dublin            | Heinz Margot                                   | Jean-Marc Richard                                                                     | Joanne Holder | Nem vettek részt                |
| 1996 | Oslo              | Sandra Studer                                  | Pierre Grandjean                                                                      | Joanne Holder | Yves Ménestrier                 |
| 1997 | Dublin            | Heinz Margot és Roman Kilchsperger             | Pierre Grandjean                                                                      | Jonathan Tedesco | Sandy Altermatt                 |
| 1998 | Birmingham        | Heinz Margot és Roman Kilchsperger             | Jean-Marc Richard                                                                     | Jonathan Tedesco | Regula Elsener                  |
| 1999 | Jeruzsálem        | Sandra Studer                                  | Jean-Marc Richard                                                                     | Jonathan Tedesco | Nem vettek részt                |
| 2000 | Stockholm         | Sandra Studer                                  | Jean-Marc Richard                                                                     | Jonathan Tedesco | Astrid Von Stockar              |
| 2001 | Koppenhága        | Sandra Studer                                  | Phil Mundwiller                                                                       | Jonathan Tedesco | Nem vettek részt                |
| 2002 | Tallinn           | Sandra Studer                                  | Phil Mundwiller                                                                       | Jonathan Tedesco és Claudio Lazzarino                                                                                 | Diana Jörg                      |
| 2003 | Riga              | Roman Kilchsperger                             | Jean-Marc Richard és Alain Morisod                                                    | Jonathan Tedesco és Claudio Lazzarino                                                                                 | Nem vettek részt                |
| 2004 | Isztambul         | Marco Fritsche                                 | Jean-Marc Richard és Alain Morisod                                                    | Daniela Tami és Claudio Lazzarino                                                                                     | Emel Aykanat                    |
| 2005 | Kijev             | Sandra Studer                                  | Jean-Marc Richard és Marie-Thérèse Porchet                                            | Daniela Tami és Claudio Lazzarino                                                                                     | Cécile Bähler                   |
| 2006 | Athén             | Sandra Studer                                  | Jean-Marc Richard és Alain Morisod                                                    | Sandy Altermatt és Claudio Lazzarino                                                                                  | Jubaira Bachmann                |
| 2007 | Helsinki          | Bernard Thurnheer                              | Jean-Marc Richard (összes adás) Nicolas Tanner (elődöntő) Henri Dès (döntő)           | Sandy Altermatt és Claudio Lazzarino                                                                                  | Sven Epiney                     |
| 2008 | Belgrád           | Sven Epiney                                    | Jean-Marc Richard és Nicolas Tanner                                                   | Sandy Altermatt | Cécile Bähler                   |
| 2009 | Moszkva           | Sven Epiney                                    | Jean-Marc Richard és Nicolas Tanner                                                   | Sandy Altermatt | Cécile Bähler                   |
| 2010 | Oslo              | Sven Epiney                                    | Jean-Marc Richard és Nicolas Tanner                                                   | Sandy Altermatt | Christa Rigozzi                 |
| 2011 | Düsseldorf        | Sven Epiney                                    | Jean-Marc Richard és Nicolas Tanner                                                   | Jonathan Tedesco | Cécile Bähler                   |
| 2012 | Baku              | Sven Epiney                                    | Jean-Marc Richard és Nicolas Tanner                                                   | Clarissa Tami és Paolo Meneguzzi                                                                                      | Sara Hildebrand                 |
| 2013 | Malmö             | Sven Epiney                                    | Jean-Marc Richard és Nicolas Tanner                                                   | Alessandro Bertoglio                                                                                                  | Mélanie Freymond                |
| 2014 | Koppenhága        | Sven Epiney, Peter Schneider és Gabriel Vetter | Jean-Marc Richard és Nicolas Tanner                                                   | Alessandro Bertoglio és Sandy Altermatt                                                                               | Kurt Aeschbacher                |
| 2015 | Bécs              | Sven Epiney, Peter Schneider és Gabriel Vetter | Jean-Marc Richard és Nicolas Tanner                                                   | Clarissa Tami és Paolo Meneguzzi                                                                                      | Laetitia Guarino                |
| 2016 | Stockholm         | Sven Epiney, Peter Schneider és Gabriel Vetter | Jean-Marc Richard és Nicolas Tanner                                                   | Clarissa Tami és Michele Carobbio                                                                                     | Sebalter                        |
| 2017 | Kijev             | Sven Epiney, Stefan Büsser és Micky Beisenherz | Jean-Marc Richard és Nicolas Tanner                                                   | Clarissa Tami és Sebalter                                                                                             | Luca Hänni                      |
| 2018 | Lisszabon         | Sven Epiney                                    | Jean-Marc Richard és Nicolas Tanner                                                   | Clarissa Tami és Sebalter                                                                                             | Letícia Carvalho                |
| 2019 | Tel-Aviv          | Sven Epiney                                    | Jean-Marc Richard és Nicolas Tanner (összes adás) Bastian Baker (döntő)               | Clarissa Tami és Sebalter                                                                                             | Sinplus                         |
| 2021 | Rotterdam         | Sven Epiney                                    | Jean-Marc Richard és Nicolas Tanner (összes adás) Joseph Gorgoni (döntő)              | Clarissa Tami (összes adás) Sebalter (döntő)                                                                          | Angélique Beldner               |
| 2022 | Torino            | Sven Epiney                                    | Jean-Marc Richard (összes adás) Nicolas Tanner (elődöntők) Gjon’s Tears (döntő)       | Francesca Margiotta (első elődöntő és döntő) Boris Piffaretti (második elődöntő és döntő) Clarissa Tami (összes adás) | Julie Berthollet                |
| 2023 | Liverpool         | Sven Epiney                                    | Jean-Marc Richard és Nicolas Tanner                                                   | Ellis Cavallini és Gian-Andrea Costa                                                                                  | Chiara Dubey                    |
| 2024 | Malmö             | Sven Epiney                                    | Jean-Marc Richard (összes adás) Nicolas Tanner (összes adás) Julie Berthollet (döntő) | Ellis Cavallini és Gian-Andrea Costa                                                                                  | Jennifer Bosshard               |
| 2025 | Bázel             | Sven Epiney                                    | Jean-Marc Richard (összes adás) Nicolas Tanner (összes adás) Victoria Turrian (döntő) | Ellis Cavallini és Gian-Andrea Costa                                                                                  | Sven Epiney és Mélanie Freymond |
| 2026 | Bécs              |                                                |                                                                                       | |                                 |

## Díjak

### Marcel Bezençon-díj
| Kategória       | Év   | Előadó       | Dal            | Zeneszerző(k) Szöveg / zene                                   | Eredmény az Eurovízión | Eredmény az Eurovízión | Helyszín  |
| Kategória       | Év   | Előadó       | Dal            | Zeneszerző(k) Szöveg / zene                                   | Helyezés               | Pontszám               | Helyszín  |
| --------------- | ---- | ------------ | -------------- | ------------------------------------------------------------- | ---------------------- | ---------------------- | --------- |
| Zeneszerzői díj | 2021 | Gjon’s Tears | Tout l’univers | Gjon Muharremaj, Xavier Michel, Wouter Hardy, Nina Sampermans | 3.                     | 432                    | Rotterdam |
| Zeneszerzői díj | 2024 | Nemo         | The Code       | Benjamin Alasu, Linda Dale, Nemo Mettler, Lasse Nymann        | 1.                     | 591                    | Malmö     |
| Zeneszerzői díj | 2025 | Zoë Më       | Voyage         | Emily Middlemas, Tom Oehler, Zoë Kressler                     | 10.                    | 214                    | Bázel     |
| Művészeti díj   | 2024 | Nemo         | The Code       | Benjamin Alasu, Linda Dale, Nemo Mettler, Lasse Nymann        | 1.                     | 591                    | Malmö     |

### ESC Radio Awards
| Kategória            | Év   | Előadó       | Dal            | Eredmény az Eurovízión | Eredmény az Eurovízión | Helyszín  |
| Kategória            | Év   | Előadó       | Dal            | Helyezés               | Pontszám               | Helyszín  |
| -------------------- | ---- | ------------ | -------------- | ---------------------- | ---------------------- | --------- |
| Legjobb dal          | 2021 | Gjon’s Tears | Tout l’univers | 3.                     | 432                    | Rotterdam |
| Legjobb férfi előadó | 2019 | Luca Hänni   | She Got Me     | 4.                     | 364                    | Tel-Aviv  |
| Legjobb férfi előadó | 2020 | Gjon’s Tears | Répondez-moi   | –                      | –                      | Rotterdam |
| Legjobb férfi előadó | 2021 | Gjon’s Tears | Tout l’univers | 3.                     | 432                    | Rotterdam |

## Galéria

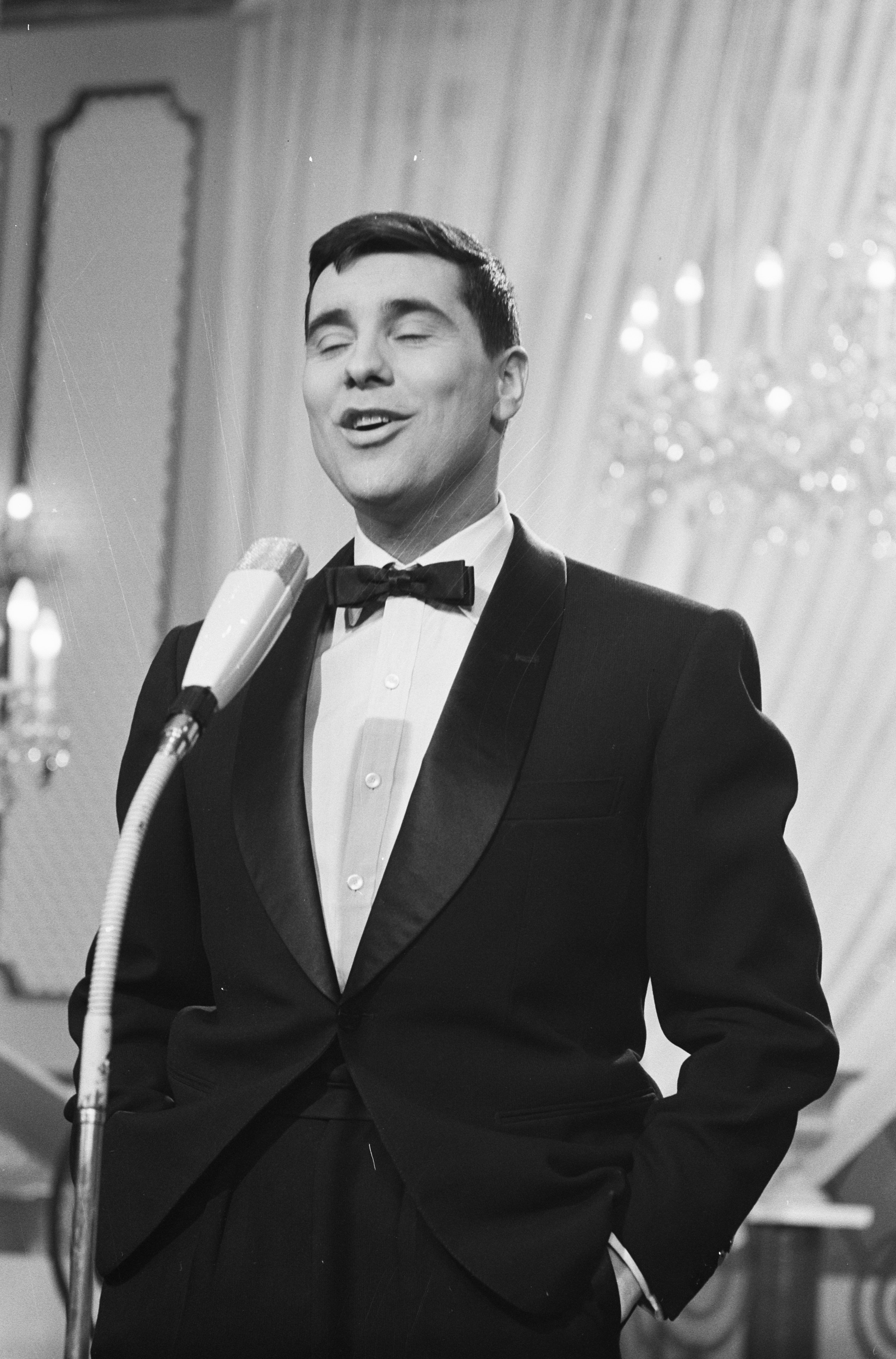
Jean Philippe Luxembourgban (1962)
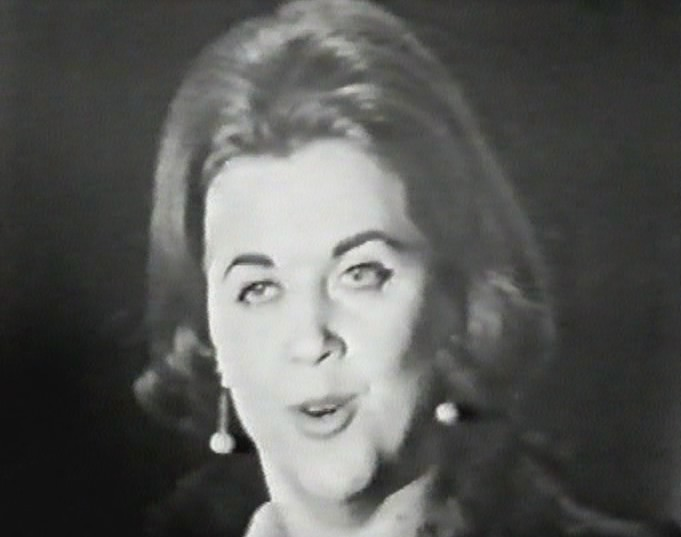
Yovanna Nápolyban (1965)
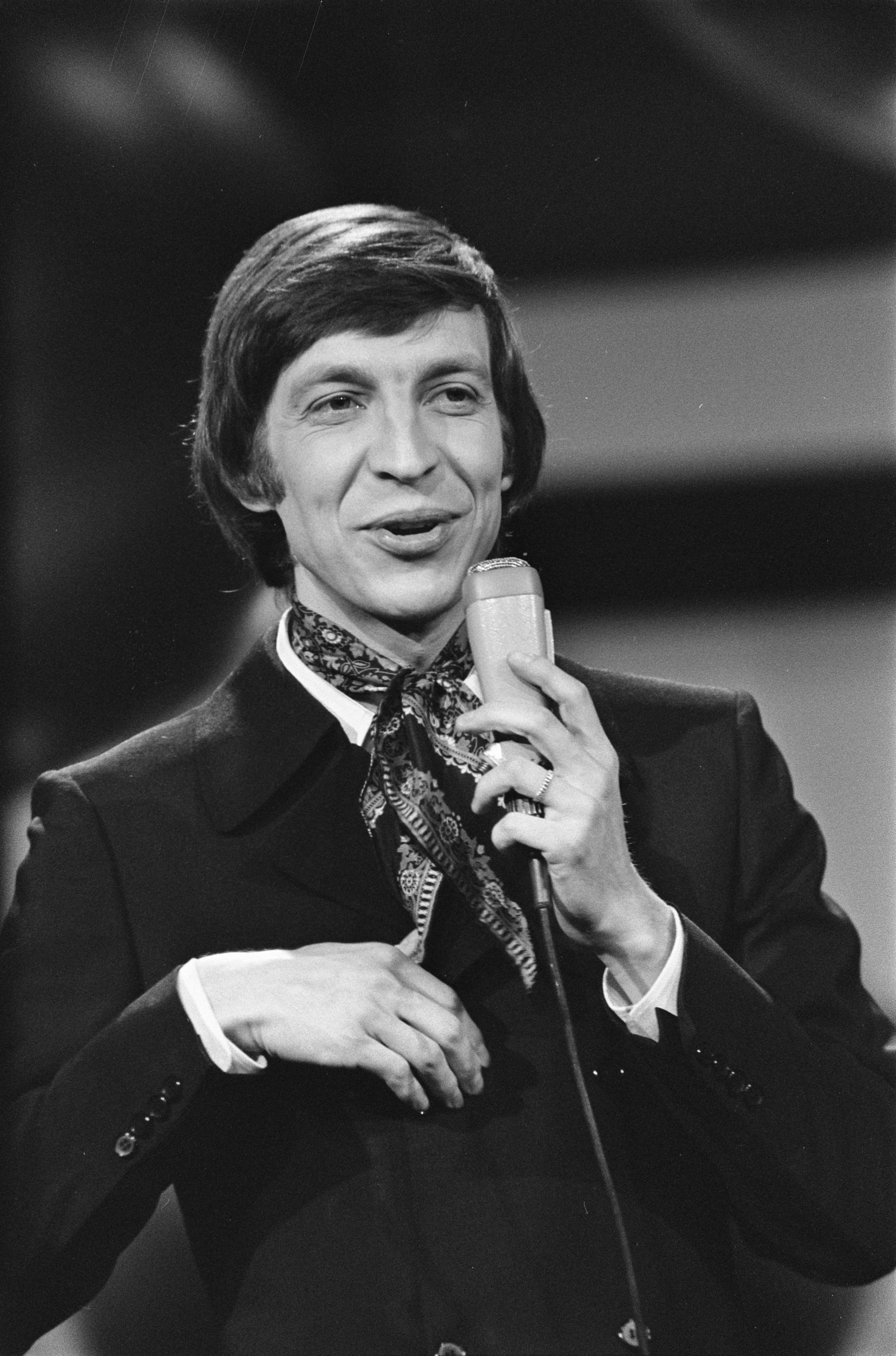
Henri Dès Amszterdamban (1970)
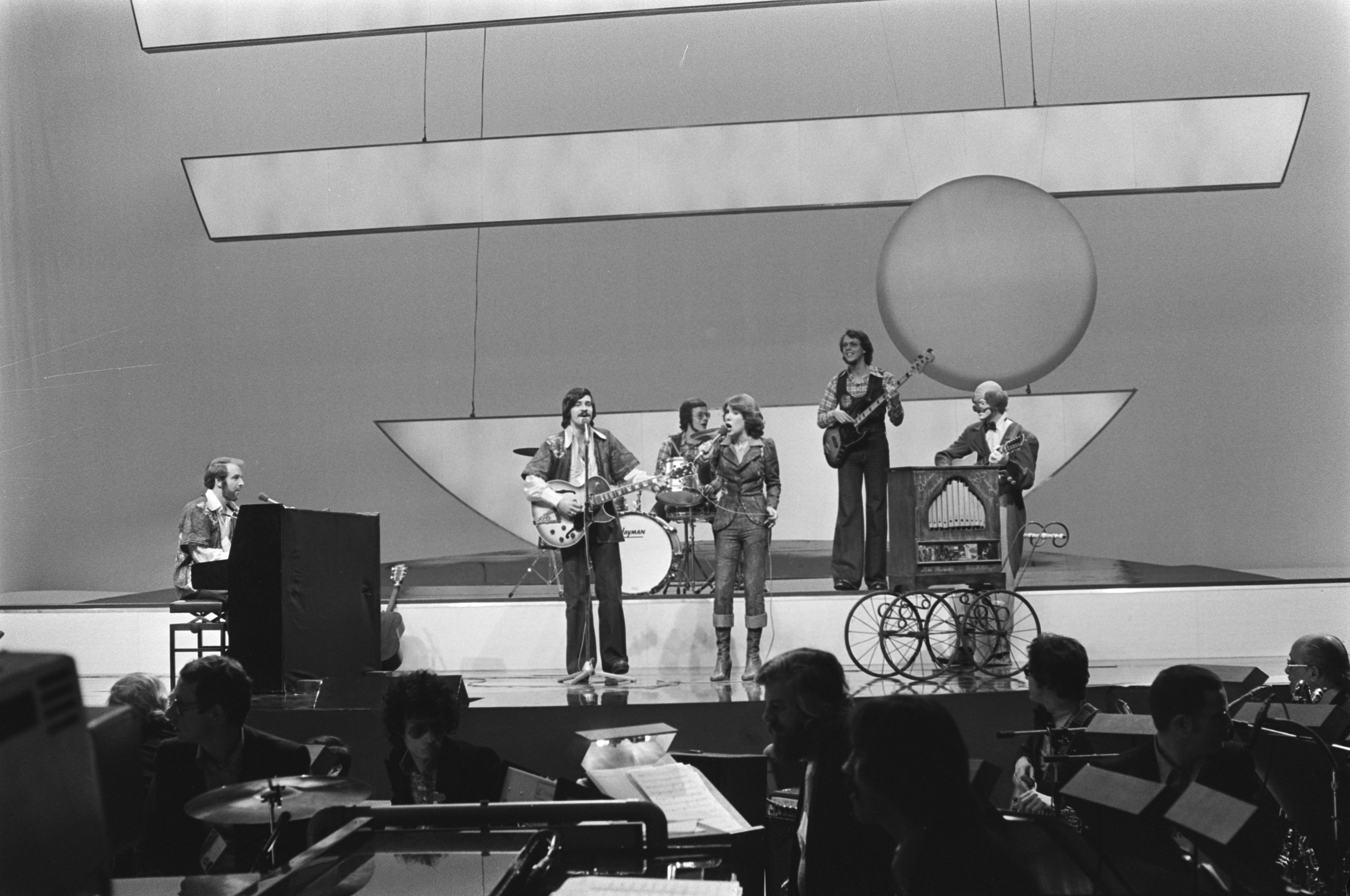
Peter, Sue & Marc Hágában (1976)
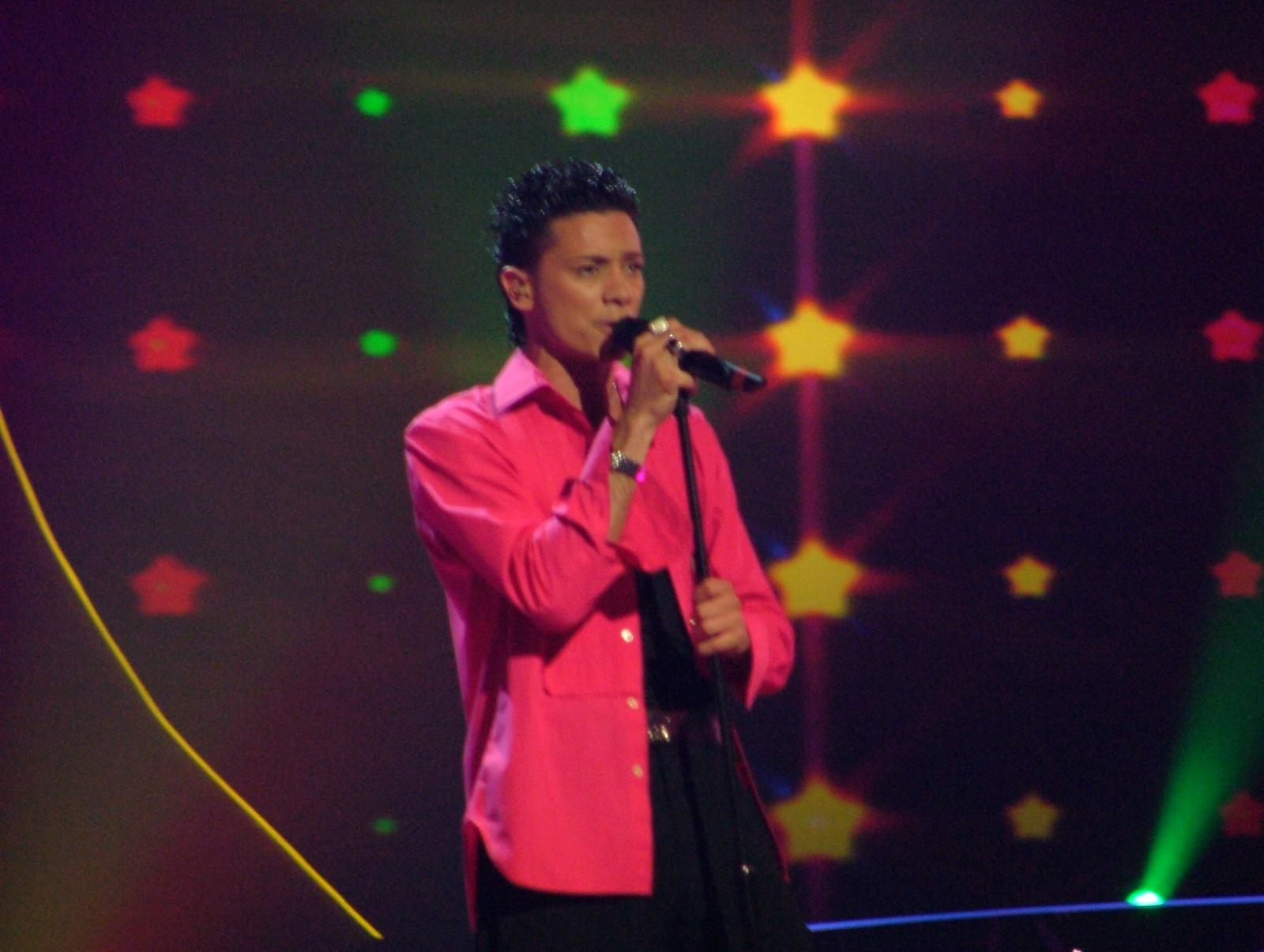
Piero & The Musicstars in Isztambulban (2004)
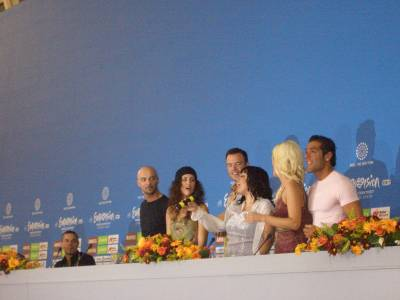
Six4One Athénban (2006)
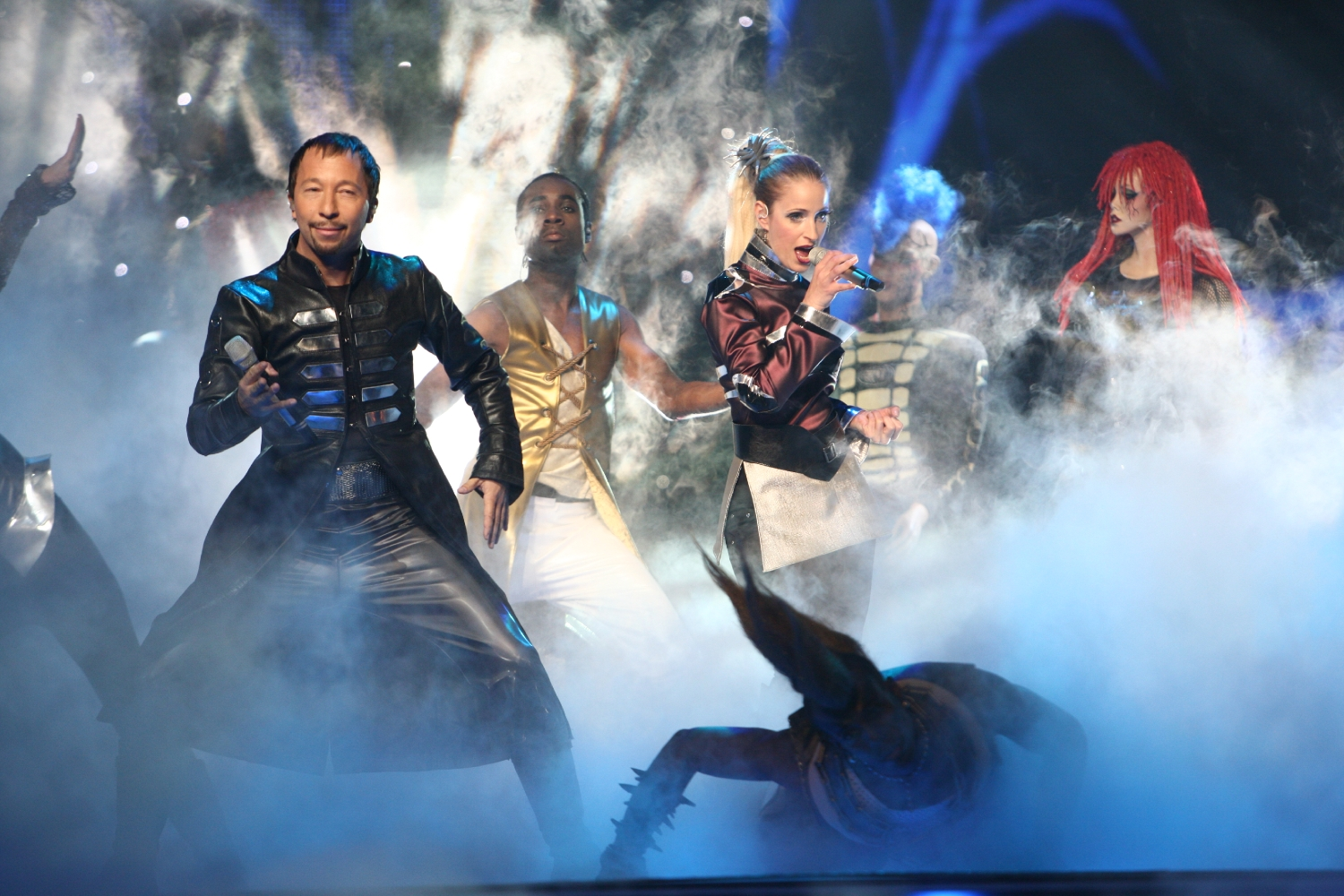
DJ Bobo Helsinkiben (2007)
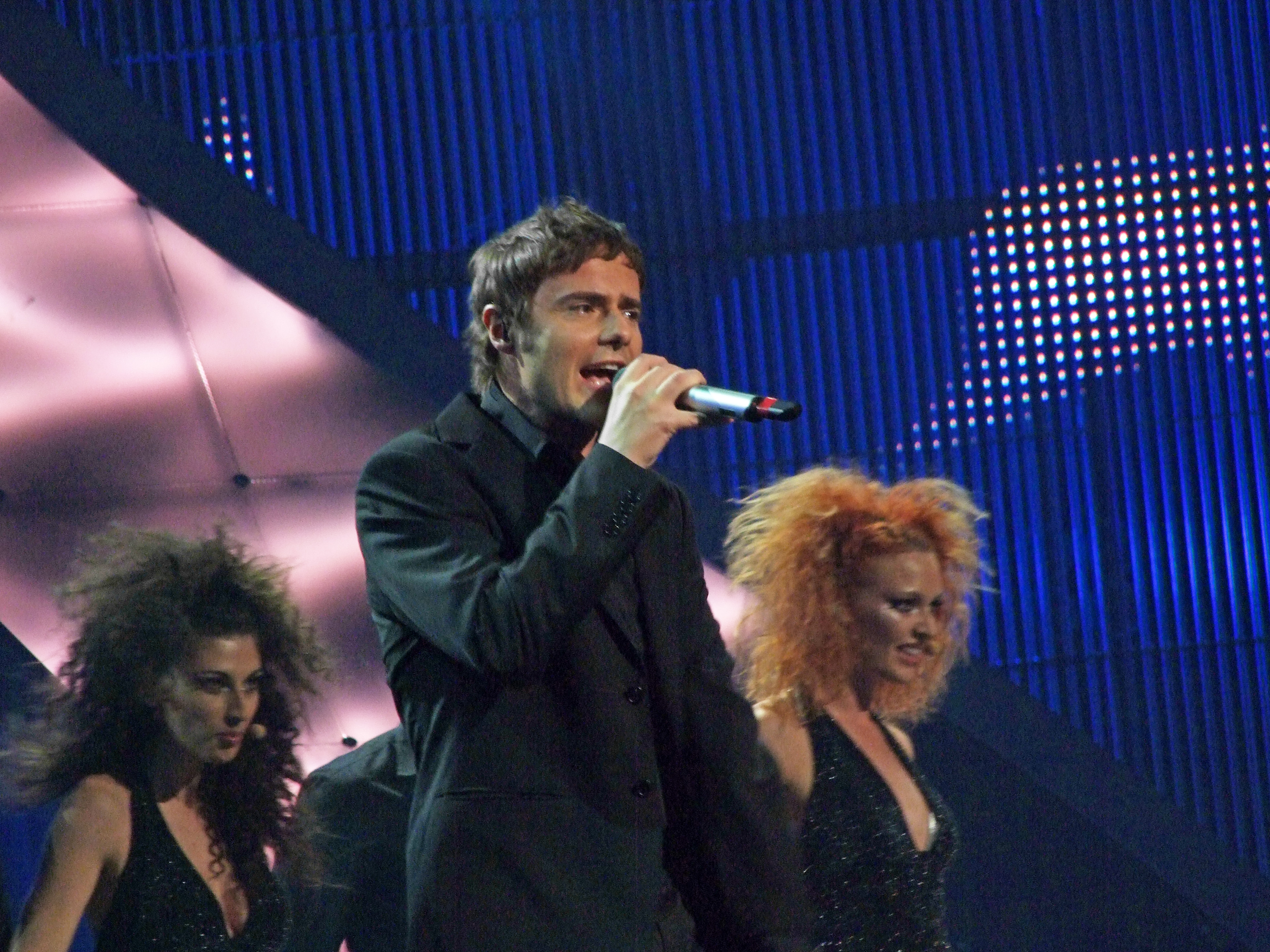
Paolo Meneguzzi Belgrádban (2008)
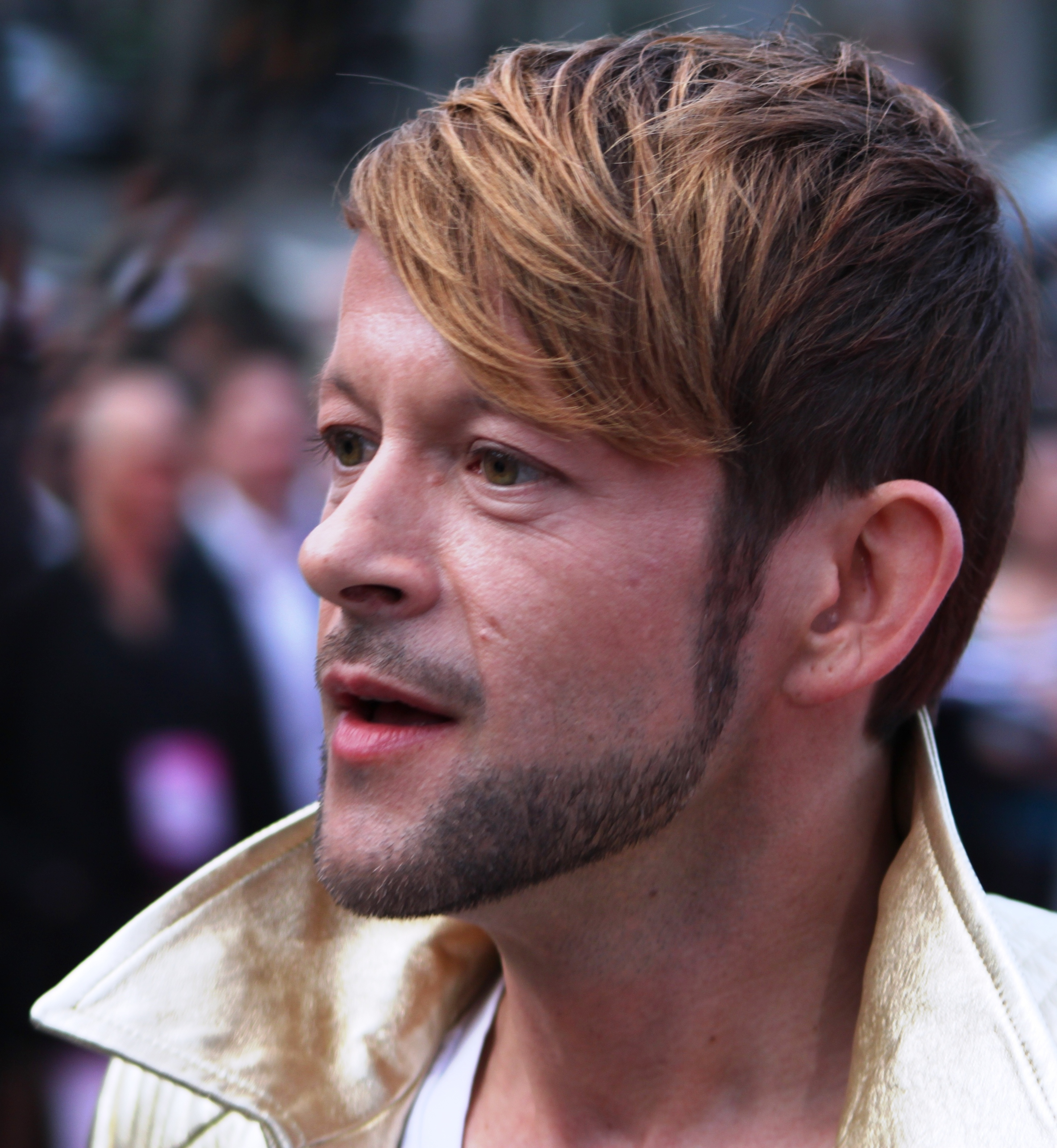
Michael von der Heide Oslóban (2010)
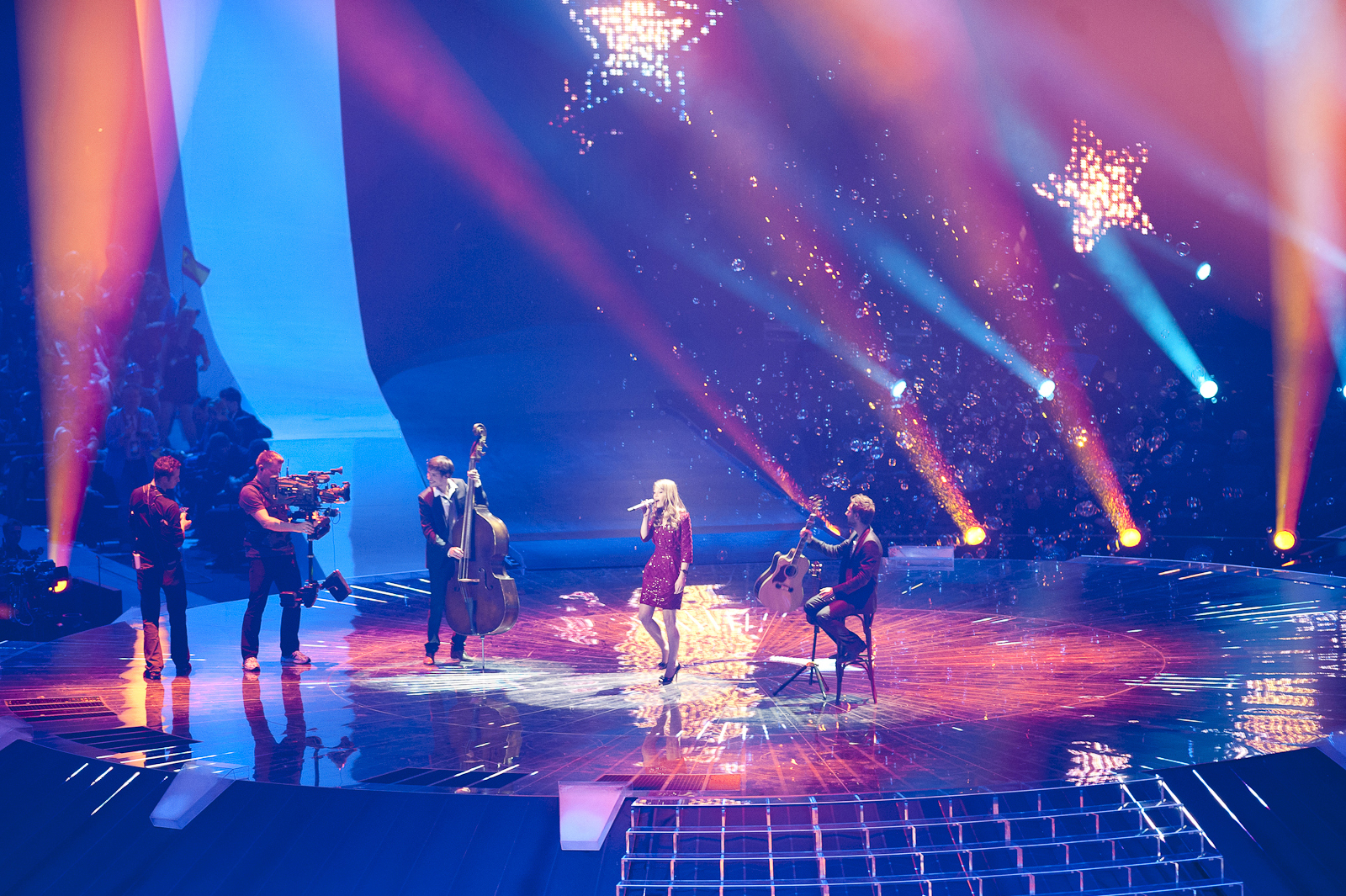
Anna Rossinelli Düsseldorfban (2011)
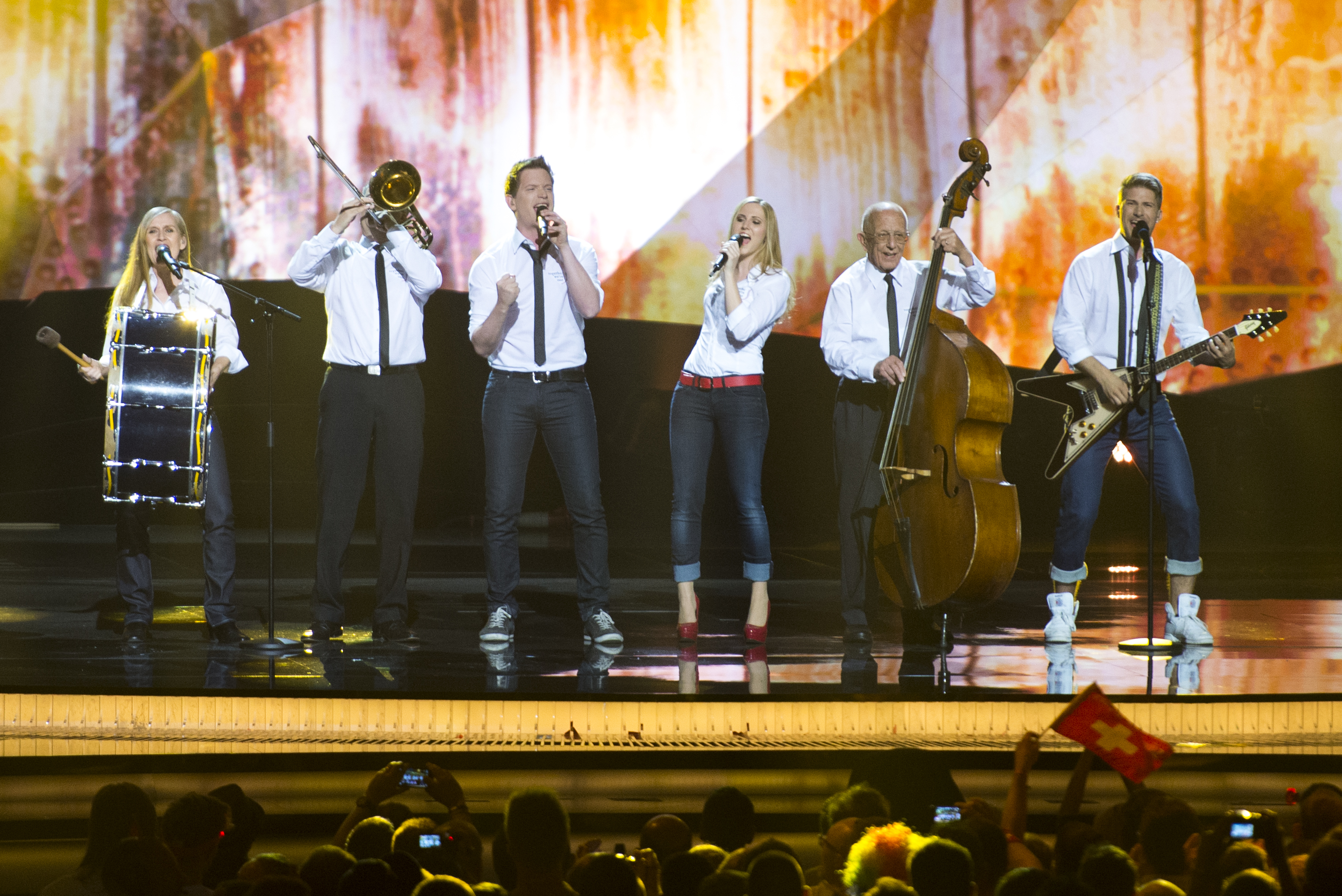
A Takasa Malmőben (2013)
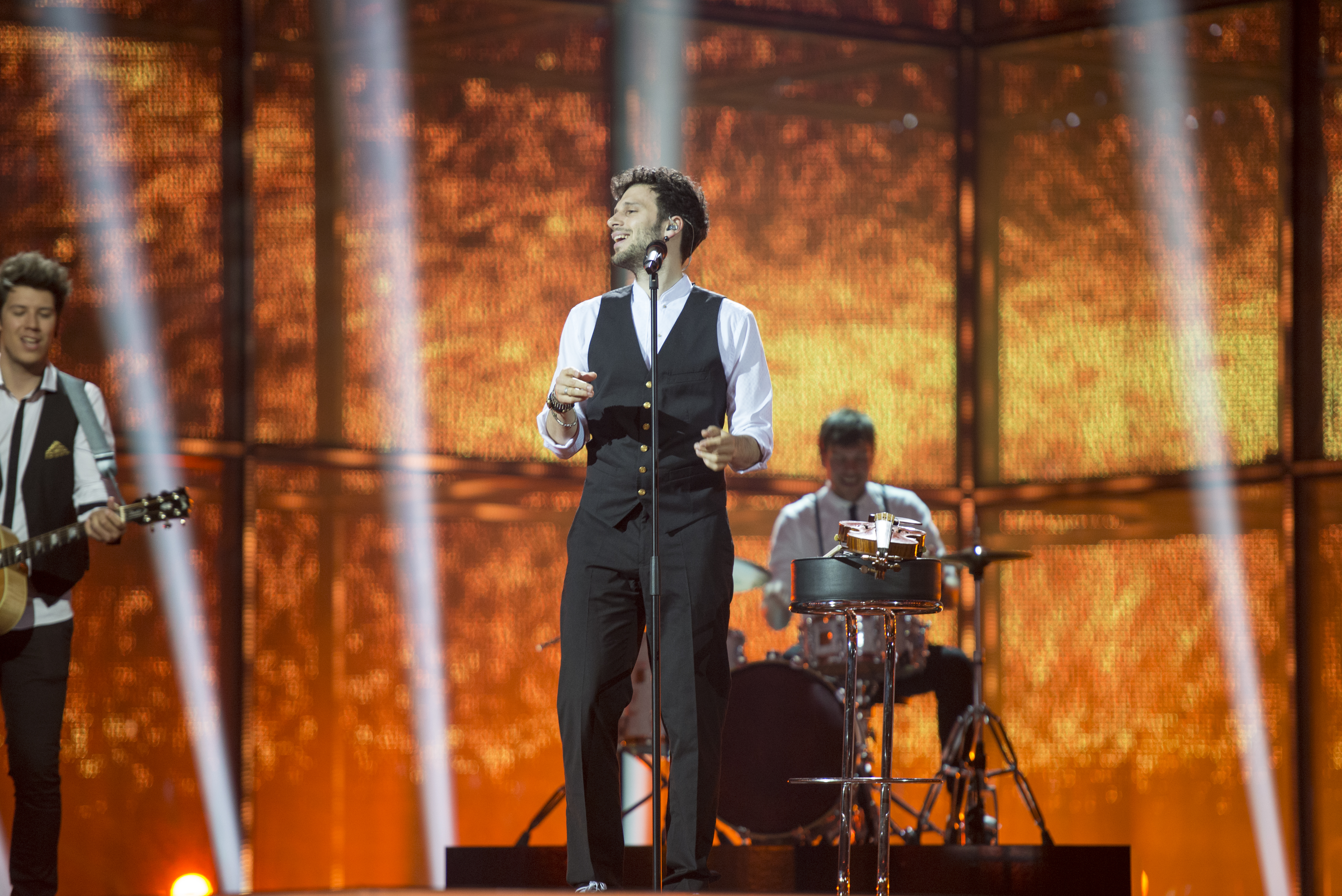
Sebalter Koppenhágában (2014)
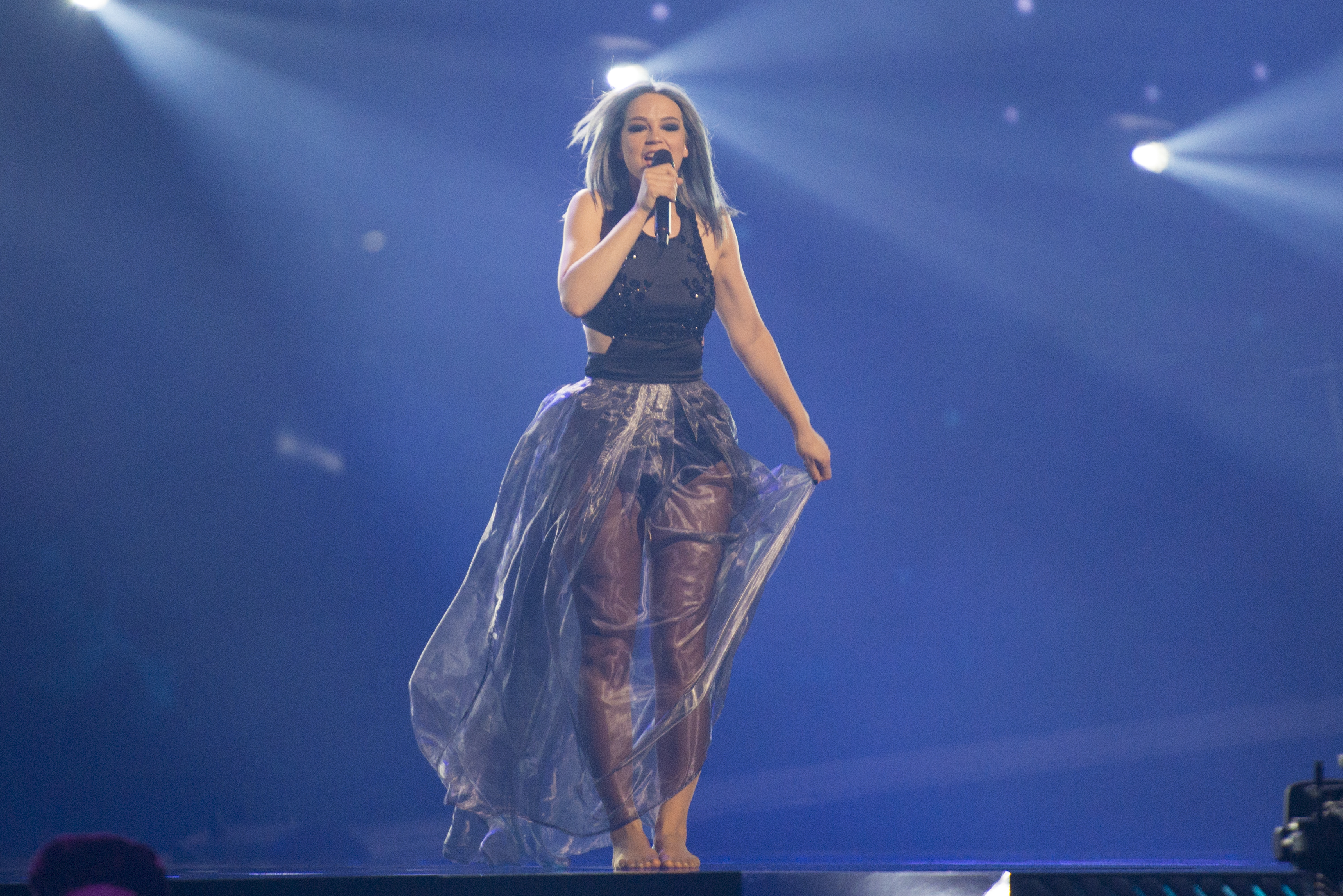
Rykka Stockholmban (2016)
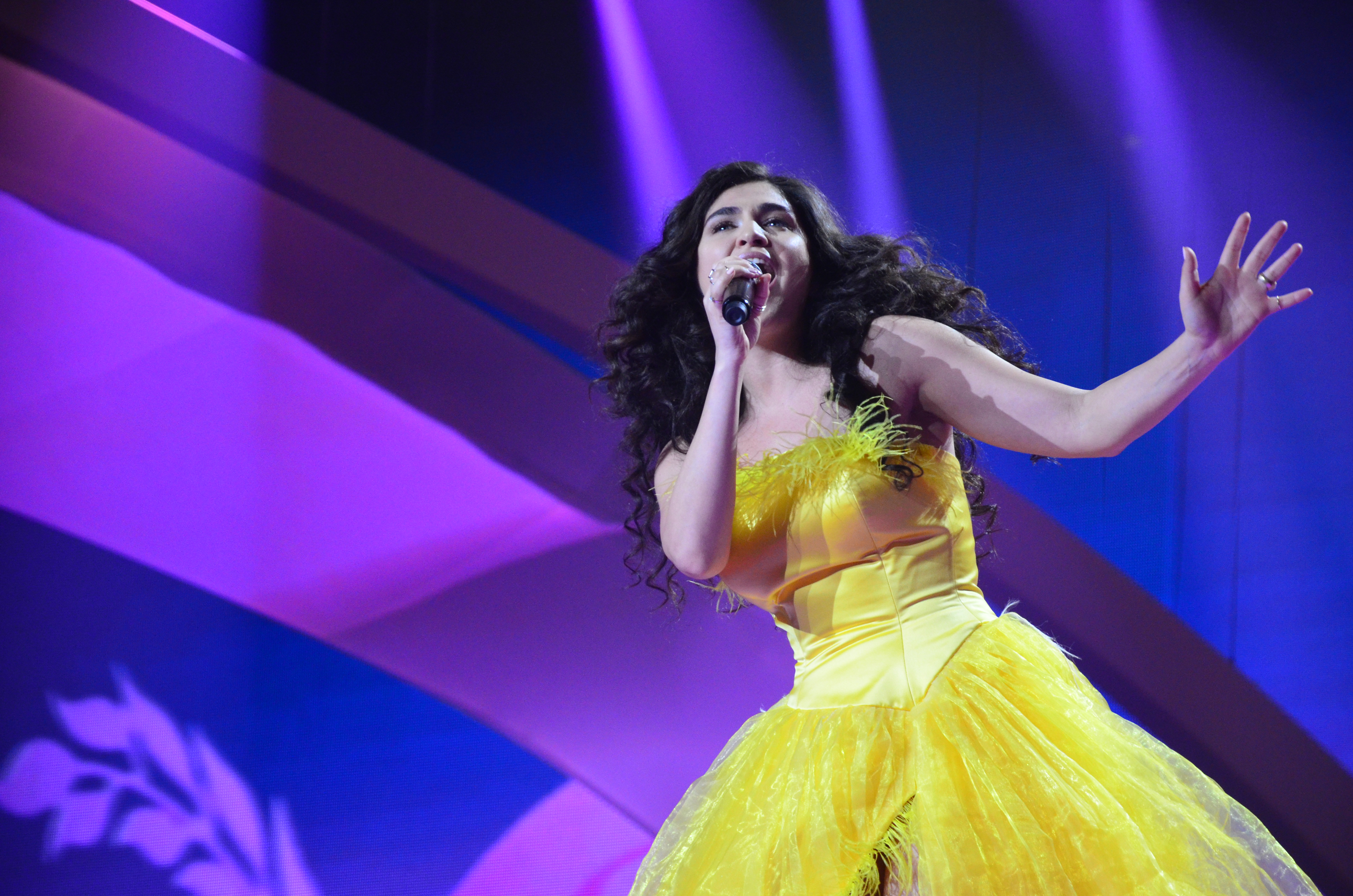
A Timebelle Kijevben (2017)
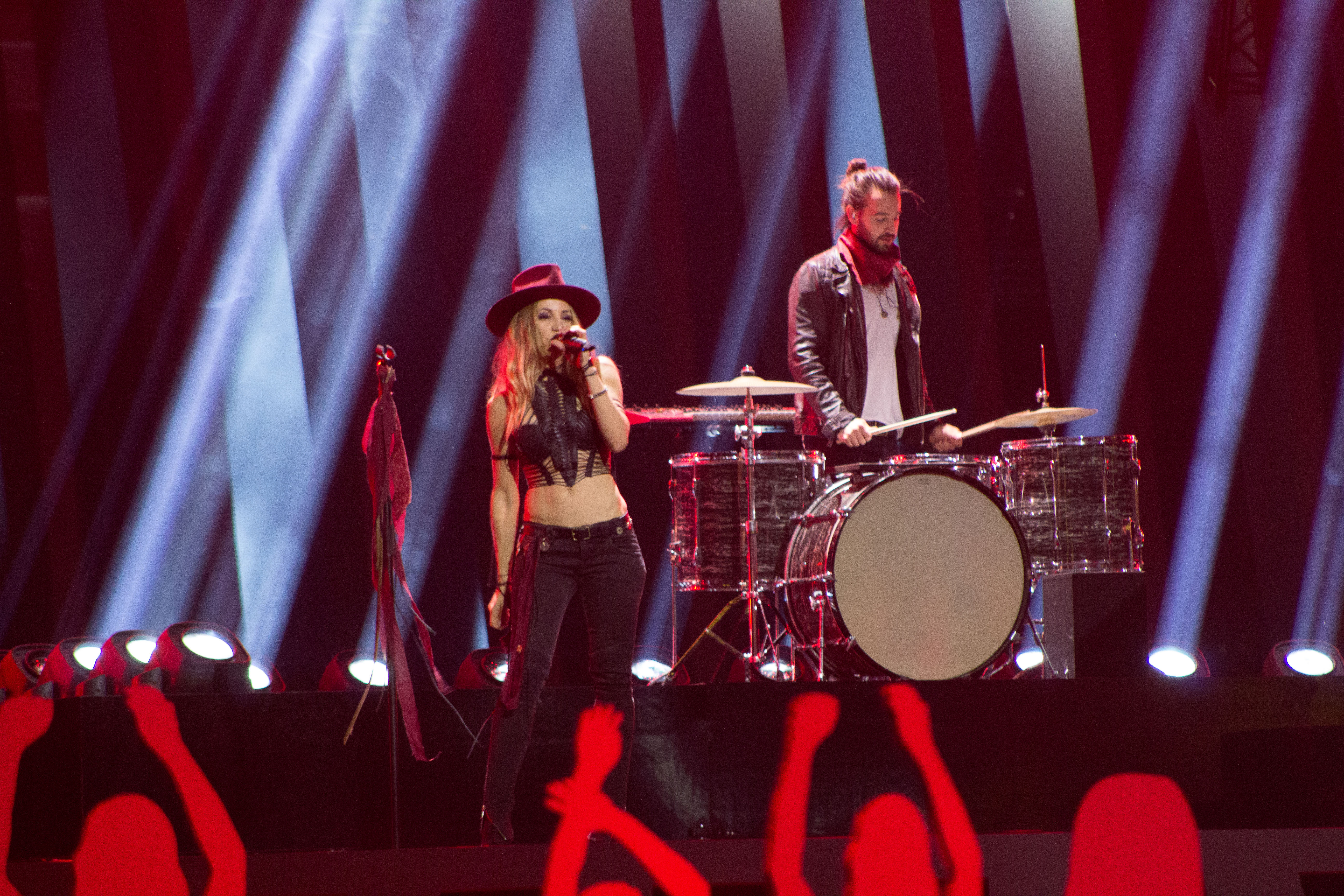
A ZiBBZ Lisszabonban (2018)
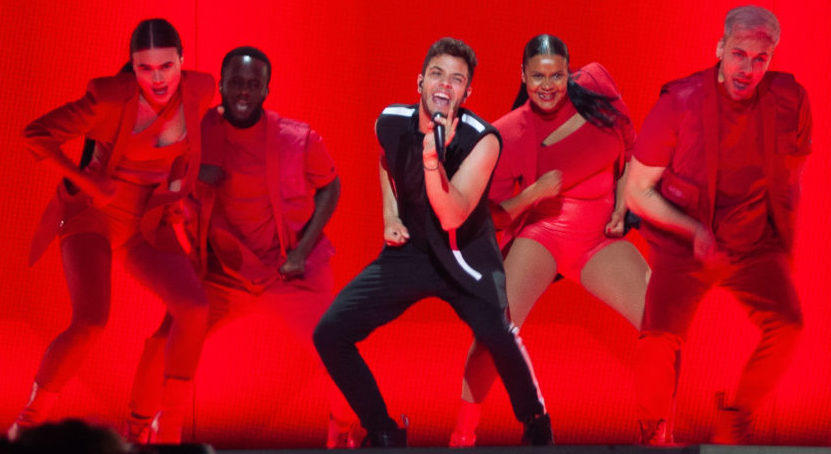
Luca Hänni in Tel Aviv (2019)
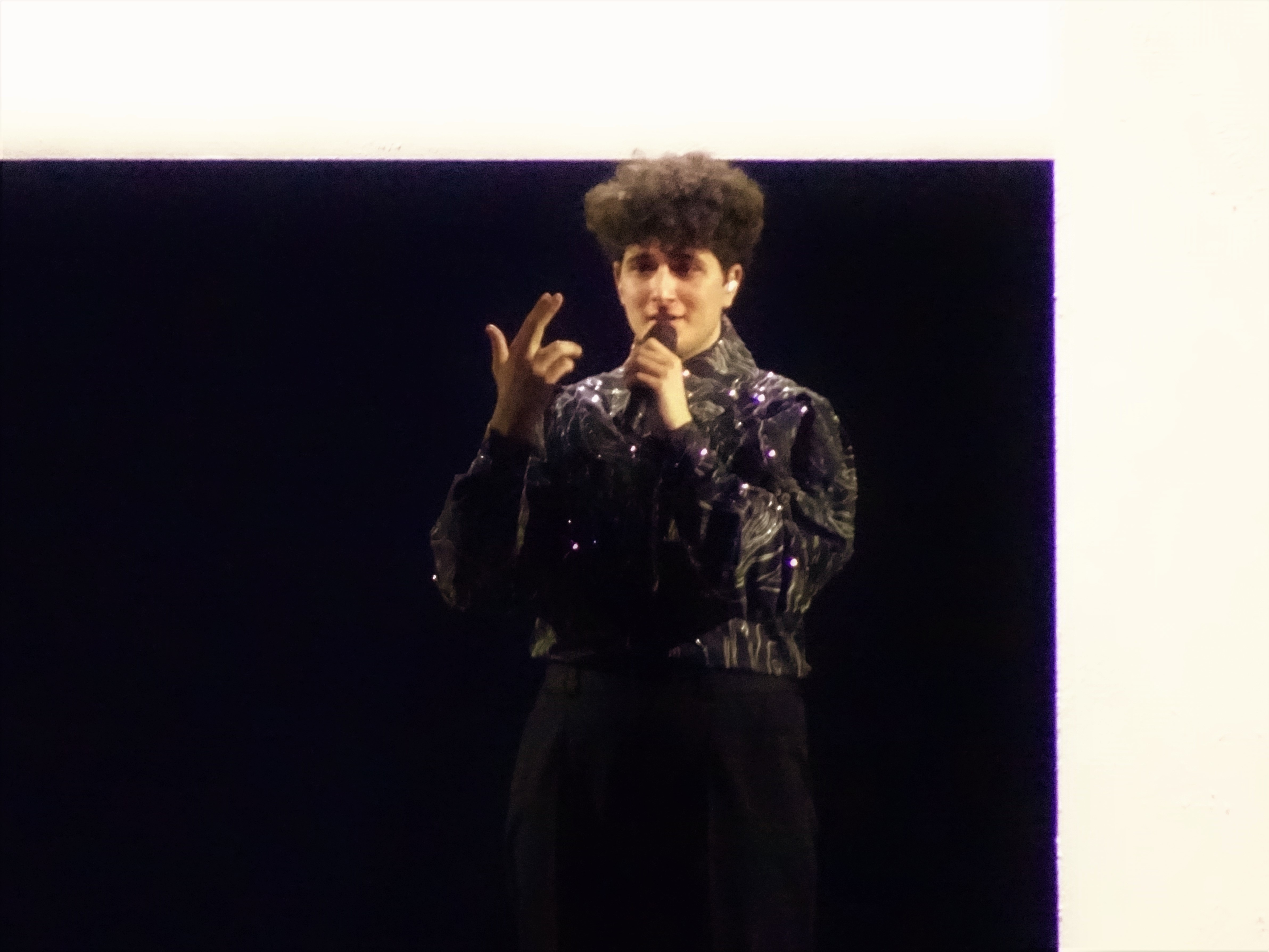
Gjon’s Tears Rotterdamban (2021)
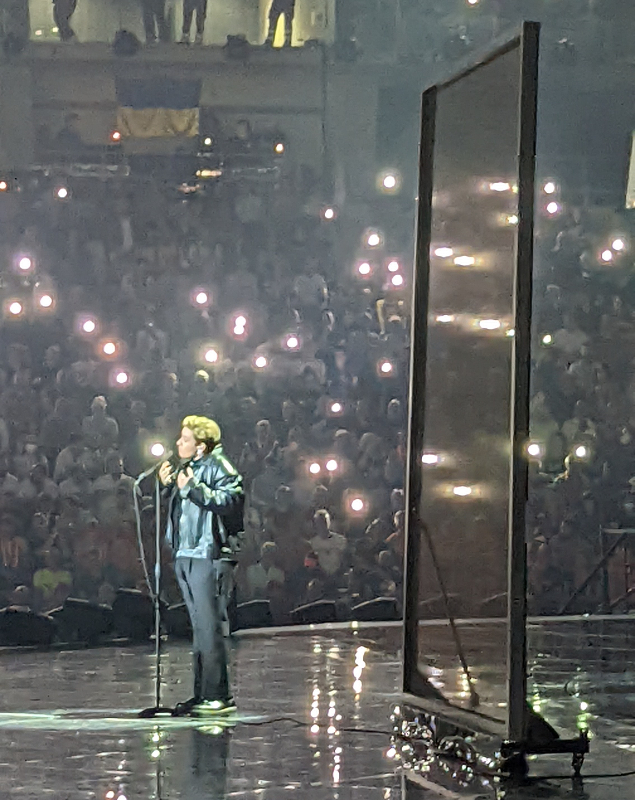
Marius Bear Torinóban (2022)
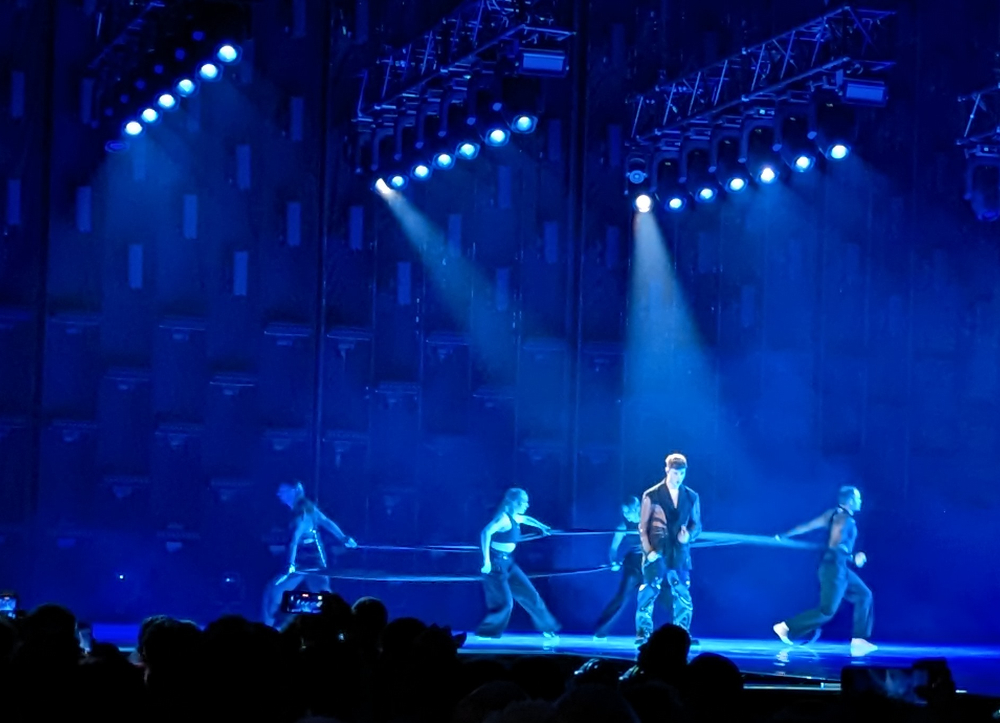
Remo Forrer Liverpoolban (2023)
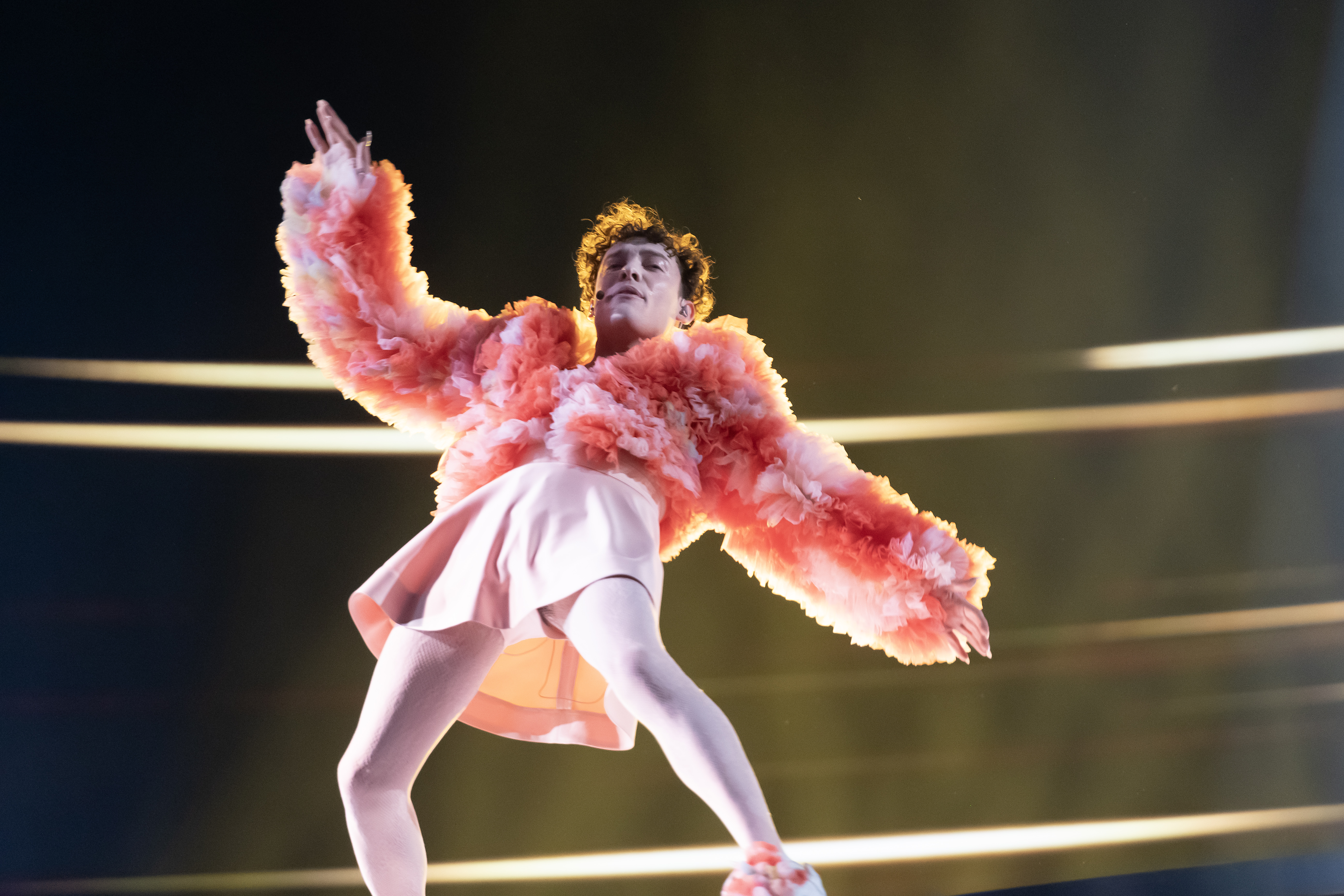
Nemo Malmőben (2024)
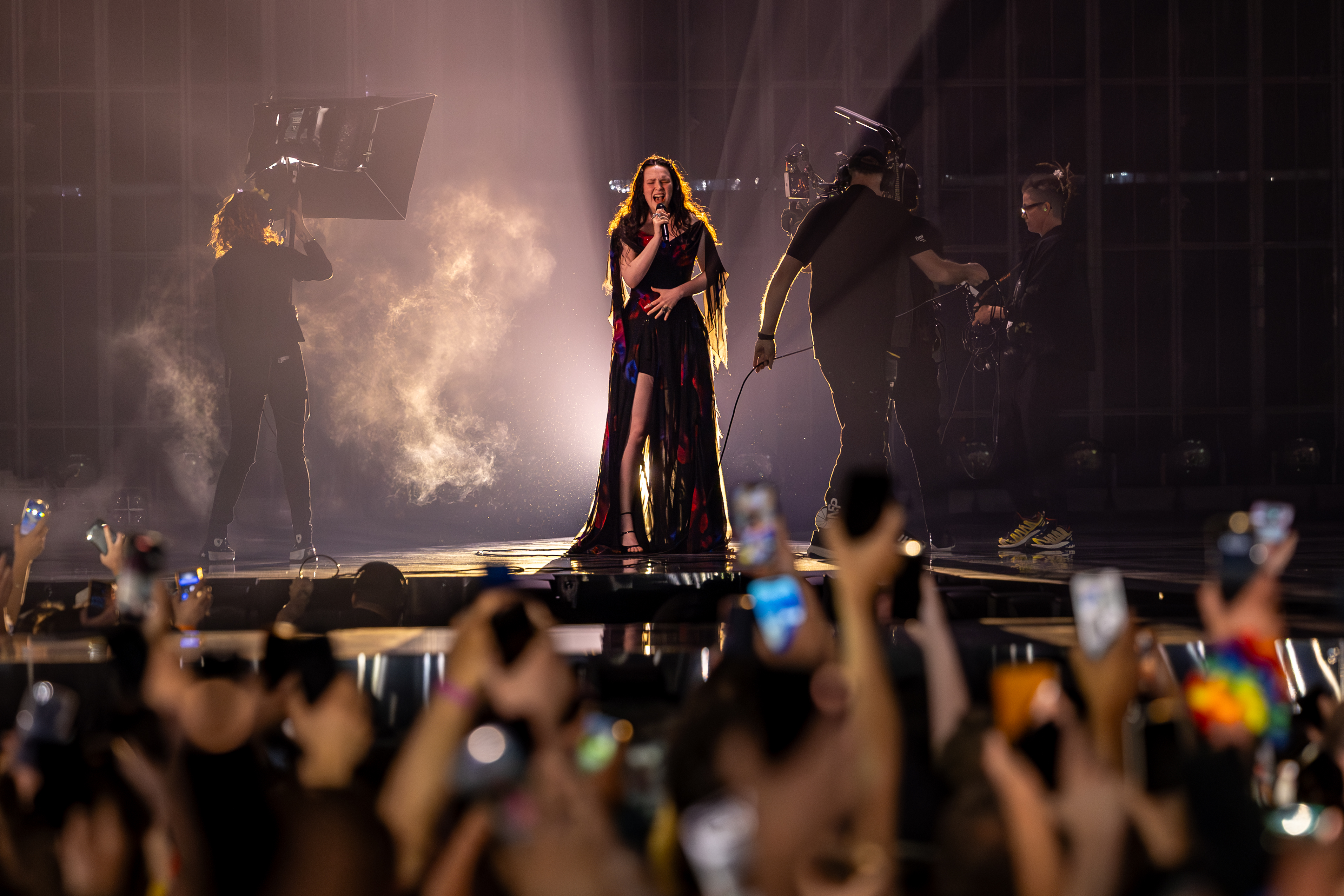
Zoë Më Bázelben (2025)

## Lásd még
- Svájc a Junior Eurovíziós Dalfesztiválokon